# Кирин Абделнур
Кирин Абделнур (арап. سيرين عبد النور; такође се пише Кирин Абд Ал-Нур или Кирин Абдел-Нур; рођена 21. фебруара 1977) је либанска певачица, глумица и модел.
Њен први албум, „Leila Min Layali“, објављен је 2004. године. Други албум, „Aleik Ayouni“, објавила је 2006. године, а дебитантски сингл „Law Bas Fe Aini“ (Ако ме погледа у очи) постао је једна од најпопуларнијих египатских песама године. Кирин је такође глумила у арапским ТВ серијама и филмовима од краја 1990-их и четири пута је награђена наградама за најбољу либанску глумицу.

## Рани живот
Кирин је рођена у Абадијеху, од оца либанског кројача по имену Елијас и мајке медицинске сестре грчко-либанског порекла по имену Силви Катуф која је такође следбеница грчке православне вере. У почетку је студирала рачуноводство до 1993. године, али је желела да се бави манекенством.

## Каријера
Године 1992, Кирин је започела своју манекенску каријеру и позирала је за модне дизајнере Фелисијану Роси, Зухаира Мурада, Абеда Махфуза, Рената Балестру, Миреј Дагер и Тјерија Муглера. Године 1994, појавила се у музичком споту Жоржа Васуфа за песму „Kalam El Nass“.
Године 1998, остварила је своје прве улоге у Либанској радиодифузној корпорацији, Smaa Kchaa (1998) и Sahat Sahteen (1999) биле су њене прве значајне улоге. Године 2002, Кирин је награђена титулом „Модел света“ у хотелу Риџенси Палас у Бејруту. Године 2003, глумила је у арапској серији Dareb Khwet као Ебанати, освојивши награду за најбољу либанску глумицу 2003. године за ту улогу. Играла је још једну главну улогу у серији Маријана (1998). Године 2004, глумила је у серији Гариба, а 2007. у ЛБЦ серији Затвореница. У периоду 2009–2010, глумила је у серији Сара, још једној серији на МТВ Либану.
Године 2008. глумила је у египатском филму „Ramadan Mabrouk Abul-Alamein Hamouda“ и либанско-египатски „Дим без ватре“, а следеће године појавила се у египатској ТВ серији „Al Adham“  и филму „Путник“ са Омаром Шарифом, који је приказан на 66. филмском фестивалу у Венецији. Године 2012. Кирин је глумила у либанској серији „Руби“, а 2013. године глумила је у филму „Игра смрти“. Године 2004. објавила је свој дебитантски албум Leila min El Layali. Њен трећи албум са издавачком кућом (Ротана) објављен је 2009. године под називом „Ноћи љубави“.  Од 2016. године била је једна од најплаћенијих глумица у Либану. Године 2019, Кирин је глумила у серији „Ал-Хајба - Жетва“ (арапски: الهيبة الحصاد) са сиријским глумцем Таимом Хасаном, а ТВ серија је постигла огроман успех. Затим је глумила са либанским глумцем Аделом Карамом у ТВ серији од 15 епизода под називом „Dor El Omor“ (арапски: دور العمر) где игра ментално болесну младу жену са болном прошлошћу.

## Лични живот
Кирин је удата за либанског бизнисмена Фарида Рахмеа. Године 2011. родила је њихово прво дете, ћерку по имену Талија.  Кирин је хришћанка. Године 2015, након што су је многи сајбер тролови напали због прославе Ускрса те године, бранила је своја верска уверења током интервјуа за Ал Гад радиом. Кирин Абделнур је изјавила водитељима: „Ја сам хришћанка и није као да сам некога изненадила том вешћу. Све је наша кривица (уметника) што нисмо јавно разговарали о нашој религији.“ У марту 2018. родила је сина, Кристијана Рахмеа.